# Зиляна
Зиляна (на гръцки: Ζηλιάνα, като се срещат и формите Ζυλιάνα и Ζιλιάνα) е река в Източен Олимп, Гърция. В Античността реката е наричана Сис (Σῦς).

## Път
Реката се образува от потоци, спускащи се от Олимп в котловина югозападно от село Кария на 900 m надморска височина, като най-дългият поток Палиомолос извира северно под връх Годаман (1419 m). Реката носи първоначално името Скамния, а след това Ксиролакос. Тече най-общо в североизточна посока, като коритото ѝ преминава в гористо дере, в което живеят диви свине. Със спускането си тя се стеснява още повече и става по-дълбока. Излиза в Пиерийската равнина при развалините на античния град Либетра северно от Скотина и се влива в Солунския залив южно от Лептокария.

## Водосборен басейн
Водосборният басейн е с площ от 169,1 km2 и в него има само 4 населени места - Кария и Сикаминеа (Скамния) от дем Еласона и Скотина и Ано Скотина от дем Дион-Олимп. Най-високата точка в басейна е връх Метаморфоси (2697 m). Като порой, максимумът на реката е в периодите на топене на снеговете, когато, както и при силен дъжд влачи камъни и дървета, а понякога прелива и наводнява района на Скотина.